# Galium magellense
Galium magellense là một loài thực vật có hoa trong họ Thiến thảo. Loài này được Ten. mô tả khoa học đầu tiên năm 1832.